# Tetrastigma hypoglaucum
Tetrastigma hypoglaucum är en vinväxtart som beskrevs av Jules Émile Planchon. Tetrastigma hypoglaucum ingår i släktet Tetrastigma och familjen vinväxter. Inga underarter finns listade i Catalogue of Life.